# 沖縄で好きになった子が方言すぎてツラすぎる
『沖縄で好きになった子が方言すぎてツラすぎる』（おきなわですきになったこがほうげんすぎてツラすぎる）は、空えぐみによる日本の漫画作品。元々は2019年5月31日に作者のTwitterにて「沖縄で好きになった子が方言すぎて何言ってるかわからない話。」のタイトルで公開され、その後、新潮社のウェブコミックサイト「くらげバンチ」にて、2020年1月10日から連載中。略称は「沖ツラ」。2025年5月時点で累計部数は50万部を突破している。
三角関係を軸に、沖縄あるあるが盛り込まれた作品となっている。作中の方言は沖縄県出身の譜久村帆高が監修している。
メディアミックスとして、テレビアニメが2025年1月から3月まで放送された。

## あらすじ
東京から沖縄の学校に転入した主人公・中村照秋（なかむら てるあき）は、同級生となった喜屋武飛夏（きゃん ひな）に好意を寄せているが、彼女が話す「うちなーぐち」（沖縄方言）が分からず、彼女の友人である比嘉夏菜（ひが かな）にいつも助けられていた。ところが夏菜は照秋に片想い中であった。

## 登場人物
氏名の後に地元での呼び名を示す。
声の項は特記のない場合、テレビアニメ版の声優。なお、飛夏・夏菜はPV・テレビアニメの媒体を問わず、声優は共通している。

### 主要人物
中村 照秋（なかむら てるあき）：てーるー
声 - 大塚剛央 / ファイルーズあい（PV）
本作品の主人公。父親の仕事の都合で、高校進学のタイミングで東京から沖縄に引っ越してきた。現在は父親と二人暮らし。他に母親と姉または妹がいるが、東京に残っている模様。
引っ越してくるまでうちなーぐちや沖縄の文化についてはほとんど知らなかったため、東京とのギャップに毎日のように驚いている。また、学校で初めて声をかけてくれた飛夏に好意を寄せているが、彼女のうちなーぐちがディープすぎるため言っていることがほとんど理解できない。
実はアルコールにかなり弱く、コーレーグースや豆腐ようを食べるだけで酔っぱらってしまう。
喜屋武 飛夏（きゃん ひな）：ひーなー
声 - 鬼頭明里
うちなーぐちレベル：5/5（70代のうちなーぐち相当）
照秋のクラスメイト。ストレートロングの黒髪に褐色肌、小柄な体格の女子生徒。天真爛漫で物怖じしない性格で、かつ面倒見もいい。後述の夏菜とは幼馴染で、幼い頃から一緒にいることが多い。
おばあちゃん子で育ったため、かなりディープなうちなーぐちを話す。そのため、夏菜などが一緒にいないと照秋と話が通じないことがしばしばある。また、地元民でも小さい子供相手だとやはり話が通じにくいことがある。沖縄の古い風習や文化にも詳しい。
実は自転車に乗れない。
比嘉 夏菜（ひが かな）：かーなー
声 - ファイルーズあい
うちなーぐちレベル：4.5/5
照秋のクラスメイト。兄と妹、従弟がいる。少しウェーブのかかったセミロングの金色に近い茶髪に褐色肌と一見ギャルっぽい外見だが、髪は特に染めたりしているわけではなく、肌は単なる日焼け。性格は引っ込み思案気味で、幼少時は泣き虫だったらしい。高校入学前、沖縄に着いたばかりの照秋と偶然出会い、その時の出来事をきっかけに好意を抱いている。
幼少時から兄に教わったため三線が弾ける。
喋るうちなーぐちは現代の普通の高校生レベルだが、飛夏と幼馴染でおじいやおばあとも交流があるため、飛夏レベルのうちなーぐちでも言っていることはだいたいわかる。それを生かして、飛夏の言葉がわからないことが多い照秋のための通訳の役目を果たしているが、その役を買って出たのは照秋ともっと話したいからという理由もある。
実は泳げない。

### クラスメイト
安慶名 八重（あげな やえ）：やーえー
声 - 下地紫野
うちなーぐちレベル：3/5
照秋のクラスメイト。ショートヘアでツリ目の女子生徒。クラスメイトからヤンキーの格好が似合いそうだと評されたことがある。
夏菜と仲が良く、その関係で飛夏や照秋と一緒にいることも多い。また、夏菜の照秋への想いに気づいている唯一のクラスメイトであり、それをネタに夏菜をよくからかっている。その一方で、二人の仲が一向に進展しないのを見てやきもきしており、アピールチャンスが来たと勘づけば「アゲニャチャンス」とばかり（猫耳を立てたように描かれている）、夏菜を照秋に近づけようとする。
商店のおばあたちと交流があるため、ディープなうちなーぐちも多少はわかるが、喋ることはできない。
下地 勲（しもじ いさお）
声 - 熊谷健太郎
うちなーぐちレベル：2/5
照秋のクラスメイトの男子生徒。
目元に傷があるが、これはさとうきび収穫の際についた傷とのこと。
一般的な沖縄の高校生レベルの若者方言を話す。
上間 天介（うえま てんすけ）
声 - 仲村宗悟
うちなーぐちレベル：2/5
照秋のクラスメイトの男子生徒。天ぷら屋の長男で、サーターアンダギーを知らなかった照秋に自ら作ってきた。
一般的な沖縄の高校生レベルの若者方言を話す。
上妻 真冬（あがつま まふゆ）：まふゆー/ふーゆー
1年生の秋に内地から飛夏や照秋らのクラスに転入してきた、小柄でロングヘアの女子生徒。母親はいない。
父親の仕事の都合で幼少時から頻繁に引っ越しを繰り返してきたため、何度も友達との別れを経験してきたことを示唆する発言がある。そのため当初はクラスメイトとは一線を引いており、愛想が悪くぶっきら棒な口調で話すなど深く付き合わない態度を示していたが、それでも親しく接してくれる飛夏らと付き合っていくうちに、態度が徐々に軟化していった。そしてまたすぐに父親の転勤が決まるも、今度は離れたくないと強く思うようになり、父親に相談して一人沖縄に残ることになった。頻繁に引っ越していたため当初は前の学校の制服のままで登校していたが、沖縄に残ると決めてからは今の学校の制服で通学するようになった。
内地から来たため当然にうちなーぐちは理解できず、また当初は理解をしようともしなかったが、飛夏らと付き合っていくうちに興味を持ち始め、こっそりとうちなーぐちの本を読んで勉強している。そのため、うちなーぐち理解のレベルは照秋よりも高い。
アニメでは、11話の最後で下校時の飛夏や照秋らと横断歩道ですれ違うシーンでのみ登場（セリフはなし）。
古謝 実咲樹（こじゃ みさき）
声 - 益山武明
照秋のクラスメイトの男子生徒。端正な顔立ち。
夏休みの肝試し大会では飛夏とペアになっていた。
初期の頃は、照秋は「古謝君」呼びだったが後に「古謝」呼びになっている。
徐々に出番も増えてきて、端役ながら照秋と一緒に行動している回数も増えてきている。

### 主要人物の家族
比嘉 すず（ひが すず）：すーずー
声 - 島袋美由利
夏菜の妹。照秋が沖縄に着いた日、夏菜と初めて会った際に一緒にいた。いたずら好き。
トマトが苦手。
比嘉 なおや（ひが なおや）
声 - 紡木吏佐
夏菜の従弟。照秋が沖縄に着いた日、夏菜と初めて会った際に一緒にいた。
比嘉 鉄（ひが てつ）：てーつー/鉄さん
声 - 金城大和
夏菜の兄。漁師。眼鏡をかけ、いつも頭にタオルを巻いている。あまり口数は多くないが、たまに饒舌になることがある。
三線が得意で、エイサーの時によく駆り出されている。
面倒見がよく、よく家族や知人の運転手役を担わされている。
中村 雅彦（なかむら まさひこ）
声- 杉崎亮
照秋の父。仕事の都合で妻と娘を東京に残し、照秋を伴って沖縄に引っ越してきた。
後に、照秋が風邪をこじらせた時にクラスメイトが自宅に見舞いにきた際に正式に登場。照秋と似た顔立ちで穏やかな性格をしている。
アニメでのクレジットは「てーるーの父」。アニメでは顔はちゃんと描かれておらず、目と鼻の部分には『父』と描かれていた。
喜屋武 幸子（きゃん さちこ）
声 - 儀武ゆう子
飛夏の祖母。

### その他
沖メモシーサー（おきめもしーさー）
声 - 小桜エツコ
沖縄に古くからある魔除けの獅子像。「沖ツラ」では “沖縄あるある” を紹介してくれるキャラクター。
知念さん
声 - 神田みか
ユタ（沖縄の民間霊媒師）。見た目は普通のおばあちゃん。
ユタの師匠
声 - 柳沢三千代
知念さんのユタの師匠。ひな と かな が小学生の頃に出会ってるときには既に引退している。
ナレーション
声 - 新垣樽助

### アニメゲスト
ボクサー
声 - 具志堅用高
第2話。
夏菜のおじい
声 - 具志堅用高
第6話。故人。
甲子園の実況
声 - 川田広樹（ガレッジセール）
第9話。

## 反響・評価
「ニコニコ静画」の青年ランキングでは1位を獲得するなど20代〜30代からの人気を集め、2020年7月9日に発売された単行本1巻はすぐに重版がかかった。また1巻の発売に際し、書泉や沖縄県内の本屋20店舗では複製原画が展示された。
2021年、第7回沖縄書店大賞で沖縄部門の準大賞を受賞し、漫画として同賞初の受賞作となった。那覇市のジュンク堂書店では『ONE PIECE』や『進撃の巨人』といった人気漫画を超える売り上げを誇っている。

## 制作背景
作者の空は上京後に沖縄出身の漫画家と知り合い、話を聞くうちに沖縄に興味を持つようになったという。そこで沖縄を題材にした漫画を描こうと思い立ち、2018年に沖縄のうるま市に移住。沖縄を題材にした理由については、祖父が沖縄出身で、自分のルーツに惹かれたためとも語っている。
話を作るにあたって、まずヒロインをウチナーグチを話す子、主人公を県外からの転校生に決めた。そうすると通訳者が必要になったため、もう1人のヒロインとして登場させることにし、三角関係になるようにと設定を組み立てていった。
作中のネタは作者の実体験がもとになっており、日々地域の人たちと交流する中でヒントを得て描いているという。

## 書誌情報
- 空えぐみ『沖縄で好きになった子が方言すぎてツラすぎる』新潮社〈バンチコミックス〉、既刊10巻（2025年5月9日現在）
  1. 2020年7月9日発売[1][22]、ISBN 978-4-10-772296-6
  2. 2021年2月9日発売[13][23]、ISBN 978-4-10-772359-8
  3. 2021年8月6日発売[24]、ISBN 978-4-10-772410-6
  4. 2022年1月8日発売[25]、ISBN 978-4-10-772460-1
  5. 2022年6月9日発売[26]、ISBN 978-4-10-772506-6
  6. 2023年1月7日発売[27]、ISBN 978-4-10-772559-2
  7. 2023年7月7日発売[28]、ISBN 978-4-10-772617-9
  8. 2024年2月8日発売[29]、ISBN 978-4-10-772682-7
  9. 2025年1月8日発売[30]、ISBN 978-4-10-772784-8
  10. 2025年5月9日発売[31]、ISBN 978-4-10-772829-6

## テレビアニメ
2023年7月にテレビアニメ化が発表された。2025年1月から3月までTOKYO MXほかにて放送された。ナレーションは新垣樽助。沖縄県では同一県の民放全局での放送。

### スタッフ
- 原作 - 空えぐみ「沖縄で好きになった子が方言すぎてツラすぎる」（新潮社バンチコミックス刊）[11]
- 総監督・作画プロデューサー - 板垣伸[11]
- 監督 - 田辺慎吾[11]
- シリーズ構成 - 田辺慎吾[11]、板垣伸[11]
- キャラクターデザイン - 吉田智裕[11]
- メインアニメーター - 篠衿花、森亮太、市川真琴、板垣伸、吉田智裕
- 美術監督 - 三宅昌和
- 色彩設計 - 宮野恵子
- 撮影監督 - 大見有正、田中翔太
- CG監督 - 大見有正
- 編集 - 増永純一
- 音響監督 - 納谷僚介
- 音響制作 - STUDIO MAUSU[11]
- 音楽 - 石川智久[11]、片山義美[11]、金城綾乃（Kiroro）[11]
- 音楽制作 - キングレコード[11]
- 音楽プロデューサー - 佐藤純之介
- しまくとぅば（沖縄語）指導 - 譜久村帆高[10]
- プロデューサー - 浅沼航太郎、藤井貴大、小松怜奈、大和田智之、佐橋直幸
- 企画プロデュース - 兼岩元子
- アニメーションプロデューサー - 白石直子
- アニメーション制作 - ミルパンセ[11]
- 製作 - 「沖ツラ」製作委員会（ハピネットファントム・スタジオ、アスミック・エース、キングレコード、BS11、あしびかんぱにー）

### 主題歌
「大大大好き」
HYによるオープニングテーマ。作詞は名嘉俊と新里英之、作曲は新里英之。
「島人ぬ宝」
ひーなー（鬼頭明里）&かーなー（ファイルーズあい）によるエンディングテーマ（1、5、7、10、12話）。作詞・作曲はBEGIN、編曲は片山義美。
「あなたに」
ひーなー（鬼頭明里）&かーなー（ファイルーズあい）によるエンディングテーマ（2、3、6、9話）。作詞は上江洌清作、作曲はMONGOL800、編曲は片山義美。
「Best Friend」
ひーなー（鬼頭明里）&かーなー（ファイルーズあい）によるエンディングテーマ（4、8、11話）。作詞・作曲は玉城千春、編曲は片山義美。

### 各話リスト
| 話数       | サブタイトル                   | 脚本       | 絵コンテ          | 演出            | 作画                                                   | 初放送日      |
| ---------- | ------------------------------ | ---------- | ----------------- | --------------- | ------------------------------------------------------ | ------------- |
| てぃーち   | 好きな人はうちなーぐち         | 田辺慎吾   | 田辺慎吾 板垣伸   | 田辺慎吾        | 藤原未来 呉孝威 等々力美穂 林隆文                      | 2025年 1月5日 |
| たーち     | ビーチパーティで親睦会!?       | 田辺慎吾   | 田辺慎吾 板垣伸   | 田辺慎吾        | 藤原未来 等々力美穂 永野花 余可慧 何丹妮 李紫晴 林隆文 | 1月12日       |
| みーち     | シーサーとエイサー             | 佐々藤     | 田辺慎吾 板垣伸   | 田辺慎吾 板垣伸 | 等々力美穂 林隆文                                      | 1月19日       |
| ゆーち     | 指笛鳴らそう美ら海で！         | 佐々藤     | 八田能理子 板垣伸 | 八田能理子      | 永野花 何丹妮 等々力美穂 藤原未来 林隆文 呉孝威        | 1月26日       |
| いちち     | 勘違いでかりゆしウェア！       | 長谷川千夏 | 長谷川千夏 板垣伸 | 長谷川千夏      | 永野花 何丹妮 林隆文 等々力美穂 吉田智裕               | 2月2日        |
| むーち     | 沖縄そばって叫びたい！         | 佐々藤     | 田辺慎吾 板垣伸   | 田辺慎吾        | 余可慧 林隆文                                          | 2月9日        |
| ななち     | ハブとマングース               | 八田能理子 | 八田能理子 板垣伸 | 八田能理子      | 藤原未来 何丹妮 余可慧 林隆文                          | 2月16日       |
| やーち     | 音楽を乗せてゆいレール！       | 長谷川千夏 | 長谷川千夏 板垣伸 | 長谷川千夏      | 永野花 余可慧 林隆文                                   | 2月23日       |
| くくぬち   | すごいぞ！イリオモテヤマネコ！ | 佐々藤     | 板垣伸 八田能理子 | 田辺慎吾        | 永野花 林隆文 矢澤彩音                                 | 3月2日        |
| とぅー     | ヤールーの正体とは……!?         | 佐々藤     | 八田能理子 板垣伸 | 八田能理子      | 余可慧 永野花 何丹妮 林隆文                            | 3月9日        |
| じゅーいち | ゴーヤ？ゴーヤー？             | 佐々藤     | 八田能理子 板垣伸 | 八田能理子      | 永野花 何丹妮 等々力美穂 藤原未来 林隆文 呉孝威        | 3月16日       |
| じゅーに   | あんしぇーまたやー             | 田辺慎吾   | 田辺慎吾 板垣伸   | 田辺慎吾        | 永野花 余可慧 何丹妮 田中智佳                          | 3月23日       |

### 放送局
| 放送期間                | 放送時間                     | 放送局       | 対象地域 | 備考                                 |
| ----------------------- | ---------------------------- | ------------ | -------- | ------------------------------------ |
| 2025年1月5日 - 3月23日  | 日曜 1:00 - 1:30（土曜深夜） | TOKYO MX     | 東京都   |                                      |
|                         |                              | BS11         | 日本全域 | 製作参加 / BS放送 / 『ANIME+』枠     |
|                         | 日曜 12:00 - 12:30           | 沖縄テレビ   | 沖縄県   |                                      |
| 2025年1月9日 - 3月27日  | 木曜 1:49 - 2:19（水曜深夜） | 琉球放送     | 沖縄県   | 沖縄県内では実質再放送               |
|                         | 木曜 23:00 - 23:30           | とちぎテレビ | 栃木県   |                                      |
| 2025年1月10日 - 3月28日 | 金曜 1:20 - 1:50（木曜深夜） | 琉球朝日放送 | 沖縄県   | 沖縄県内では実質再放送               |
| 2025年1月12日 - 3月30日 | 日曜 22:30 - 23:00           | AT-X         | 日本全域 | CS放送 / 字幕放送 / リピート放送あり |

| 配信開始日   | 配信時間                   | 配信サイト |
| ------------ | -------------------------- | --- |
| 2025年1月5日 | 日曜 1:00（土曜深夜） 更新 | dアニメストア ABEMA |
| 2025年1月8日 | 水曜 0:00（火曜深夜） 更新 | Prime Video U-NEXT アニメ放題 DMM TV J:COM STREAM milplus見放題パックプライム TELASA バンダイチャンネル Hulu Lemino niconico FOD Rakuten TV HAPPY!動画 OnGenムービー ムービーフルPlus ビデオマーケット music.jp カンテレドーガ |

放送直前特番が、2024年12月16日にABEMAアニメチャンネルで放送。出演者は大塚剛央（中村照秋役）、鬼頭明里（喜屋武飛夏役）、ファイルーズあい（比嘉夏菜役）。

### BD
| 巻 | 発売日       | 収録話         | 規格品番  |
| -- | ------------ | -------------- | --------- |
| 1  | 2025年5月9日 | 第1話 - 第6話  | BIXA-1265 |
| 2  | 2025年7月2日 | 第7話 - 第12話 | BIXA-1266 |

### ふるさと納税型クラウドファンディング
作品の舞台である沖縄県うるま市と連携したコラボプロジェクト「ふるさと納税型クラウドファンディング」が、2024年12月13日から2025年3月30日の期間実施。

### Webラジオ
鬼頭明里がパーソナリティを務めるラジオ「ひーなーの『沖ツラジオ』〜沖縄を好きになった子が方言を学びつつラジオする〜」が2025年1月10日からインターネットラジオステーション〈音泉〉とハピネットファントムアニメ公式YouTubeチャンネルにて配信中。

### CD
| 発売日        | タイトル                                                  | 規格品番  |
| ------------- | --------------------------------------------------------- | --------- |
| 2025年2月12日 | 「沖縄で好きになった子が方言すぎてツラすぎる」Cover Songs | KICM-3385 |